# Faujdar

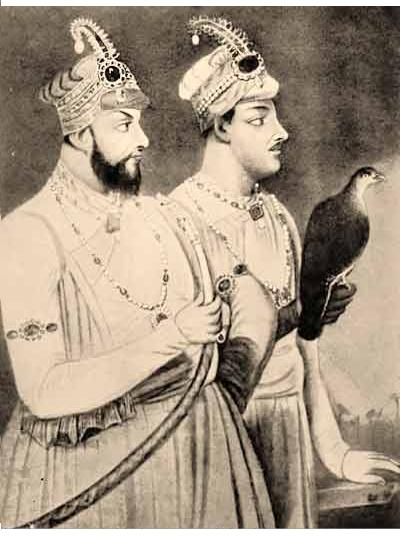
Mir Jafar fu un Faujdar Moghul di Odisha fino al 1747

Il Faujdar fu un titolo dato dai governatori musulmani in India e dai Moghul per i comandanti di guarnigione.

## Moghul
Prima dell'Impero Moghul, con questo termine ci si riferiva ad un ufficiale militare senza un grado specifico.
Con la riforma amministrativa dell'imperatore Akbar questo grado fu reso sistemico.
L'impero fu diviso in province conosciute come subah che furono ulteriormente divise in Sarkar ed a loro volta in pargana.
Uno dei nomi usati per descrivere l'ufficiale amministrativo di un sarkar era faujdar.

## Jat
Tra i gotra (clan) dei Jat quali i Sogarwar, Chahar, Sinsinwar, Kuntal dell'India settentrionale e del Pakistan.